# Schwerwoogkopf-Tunnel
Der Schwerwoogkopf-Tunnel ist einer von insgesamt vier Tunneln der Bahnstrecke Landau–Rohrbach und nach dem Kirchberg-Tunnel ihr zweitkürzester. Ursprünglich eingleisig angelegt, wurde die Strecke 1887 zweigleisig ausgebaut, was bereits von Anfang an projektiert worden war. Seit dem Ende des Zweiten Weltkriegs ist er wieder eingleisig.

## Lage
Der Tunnel befindet sich auf der Gemarkung der Ortsgemeinde Rinnthal unweit von deren nordwestlichem Siedlungsrand. Er unterquert den namensgebenden Schwerwoogkopf zur Abkürzung einer Schleife der Queich.

## Geschichte
Im Zuge der Planung der Pfälzischen Ludwigsbahn stand die Streckenführung östlich von Bexbach nicht von Anfang an fest. Am 10. Januar 1838 fand in Speyer eine Versammlung statt, die den Beginn der Aktienzeichnung für die Strecke darstellte. Ein Gutsbesitzer aus Wachenheim schlug auf dieser vor, die Bahnlinie über Zweibrücken und von dort aus über Rodalben, Annweiler und Langenkandel an den Rhein verlaufen zu lassen. Die schriftliche Begründung folgte am 20. Januar des Jahres. Obwohl die Regierung der Pfalz (Bayern) dies nach München weiterleitete, setzte sie sich nicht durch. Ein weiterer Teilnehmer der Veranstaltung argumentierte, dass eine entsprechende Streckenführung zwar kostengünstiger sei, jedoch weniger Gewinn brächte als eine solche über Kaiserslautern.
Trotz der bereits erbauten Eisenbahnstrecke über Kaiserslautern gab es 1849 Bestrebungen, eine Strecke von Zweibrücken bis nach Landau zu errichten. Die pfälzische Eisenbahnverwaltung lehnte eine solche jedoch zunächst ab, da sie zum einen eine Konkurrenz zur Pfälzischen Ludwigsbahn befürchtete und zum anderen sich der Bau des Streckenabschnitts durch den Pfälzerwald sehr aufwändig gestalten würde. Vor allem die Orte entlang der Queich drängten diesbezüglich weiter.
Anfang der 1870er Jahre begannen die Projektzeichnungen. Eine Schleife der Queich innerhalb von Rinnthal wurde durch den Bau eines Tunnels abgekürzt. Am 25. November 1875 wurde die Magistrale einschließlich des Schwerwoogkopf-Tunnel genannten Bauwerks auf ihrer vollen Länge eröffnet, nachdem der Verkehr zwischen Landau und Annweiler bereits 14 Monate zuvor freigegeben worden war.
Der Tunnel wurde im Zweiten Weltkrieg schwer beschädigt. Durch die Explosion eines Munitionszuges oder vorsätzliche Sprengung durch deutsches Militär auf dem Rückzug stürzte das Gewölbe ein. Die Reparaturen an dem Tunnel und zwei weiteren an der Strecke, die stark beschädigt waren, dauerten bis 1948, bevor die Strecke wieder durchgängig befahrbar war.
Ab 1946 folgte im Zuge von Reparationsleistungen die Demontage des zweiten Gleises von Seiten der französischen Besatzung. Seither ist der Tunnel nur noch eingleisig.